# Enicospilus bantu
Enicospilus bantu är en stekelart som först beskrevs av Schulz 1906.  Enicospilus bantu ingår i släktet Enicospilus och familjen brokparasitsteklar. Inga underarter finns listade i Catalogue of Life.